# Ludolf Fiesel
Ludolf Fiesel (* 13. Juli 1888 in Ribbesbüttel; † 22. Januar 1979 in Wienhausen) war ein deutscher Archiv- und Museumsdirektor, Konservator und Historiker.

## Leben
Ludolf Fiesel wurde 1888 in Ribbesbüttel als Sohn des Pastors Karl Fiesel geboren. Er besuchte die Gymnasien in Celle und Wolfenbüttel und studierte nach dem Abitur von 1909 bis 1910 Geschichtswissenschaft, Kunstwissenschaft und Germanistik in München. Von 1910 bis 1914 studierte er in Berlin und Göttingen Geschichte, Germanistik und Psychologie. Er legte 1915 in Göttingen das Staatsexamen in Geschichte, Deutsch und Englisch für das Lehramt an höheren Schulen ab. Fiesel nahm nachfolgend bis November 1918 am Ersten Weltkrieg teil. Noch vor der Entlassung aus dem Militärdienst war er im Februar 1918 in Göttingen mit der Dissertation Das öffentliche Geleit im frühen Mittelalter zum Dr. phil. promoviert worden.
Nach Kriegsende war Fiesel im Schuldienst tätig, zunächst ab Oktober 1919 in Doberan und ab 1920 in Rostock. Dort arbeitete er als Studienrat an der Oberrealschule und von 1934 bis 1945 am Realgymnasium. Daneben war er von 1920 bis 1926 Geschäftsführer und Dozent an der Volkshochschule in Rostock. Er war von 1926 bis 1932 auch Mitarbeiter der heimatkundlichen Zeitschrift Mecklenburgische Monatshefte. Nach dem Ende des Zweiten Weltkriegs wurde Fiesel am 1. Oktober 1945 zum Leiter des Stadtarchivs und der Museen der Stadt Rostock ernannt. Er wurde 1950 Städtischer Museumsdirektor und Konservator für Bau- und Kunstdenkmale des Bezirks Rostock. Fiesel war seit 1955 Mitglied der Historischen Kommission für Niedersachsen und Bremen. Nach der Pensionierung siedelte Fiesel 1957 in die Bundesrepublik Deutschland zu seiner Schwester nach Wienhausen über. Fiesel war Mitglied im Braunschweigischen Geschichtsverein. Er verfasste zahlreiche wissenschaftliche Aufsätze, insbesondere zur Ortsnamen- und Siedlungsgeschichte.
Ludolf Fiesel war von 1915 bis zur Trennung 1926 mit der Sprachwissenschaftlerin Eva Fiesel, geb. Lehmann, verheiratet. Er starb im Januar 1979 im Alter von neunzig Jahren in Wienhausen.

## Trivia
In Walter Kempowskis 1972 veröffentlichtem Roman Uns geht’s ja noch gold erscheint Fiesel als Ludolf Fiesel vom Museum.

## Schriften (Auswahl)
- Frühmittelalterliche Siedlung mit dem Grundwort -büttel. In: Zeitschrift für Ortsnamenforschung, Band 9, 1933, S. 231 ff. und Band 10, 1934, S. 50–69.
- Ortsnamenforschung und frühmittelalterliche Siedlung in Niedersachsen. Niemeyer, Halle 1934.
- Geschichtliche Grundlage des Mecklenburgischen Städtewesens. 1938.
- Synoptische Tabelle zur Geschichte der Stadt Rostock. Rostock 1951.
- Gründungszeit deutscher Orte mit dem Grundwort -leben und Siedlungsbeginn in der Magdeburger Börde. In: Blätter für deutsche Landesgeschichte, Band 90, 1953, S. 30–77.
- Die Borstel südlich der Niederelbe. In: Niedersächsisches Jahrbuch für Landesgeschichte, Band 26, 1954, S. 1–23.
- Offleben und Kaierde in den Traditiones Corbeienses. Ein Beitrag zur sächsischen Stammesaristokratie. In: Braunschweigisches Jahrbuch, Band 44, Braunschweig 1963, S. 5–41. (Digitalisat).
- Blücher: das Leben des Generalfeldmarschalls Gebhard Leberecht von Blücher, Fürst von Wahlstatt 1742–1819. Giebel-Verlag, Bremen 1970.
- Franken im Ausbau altsächsischen Landes. In: Niedersächsisches Jahrbuch für Landesgeschichte, Band 44, 1972, S. 74–158.